# Gibson Manufacturing Corporation

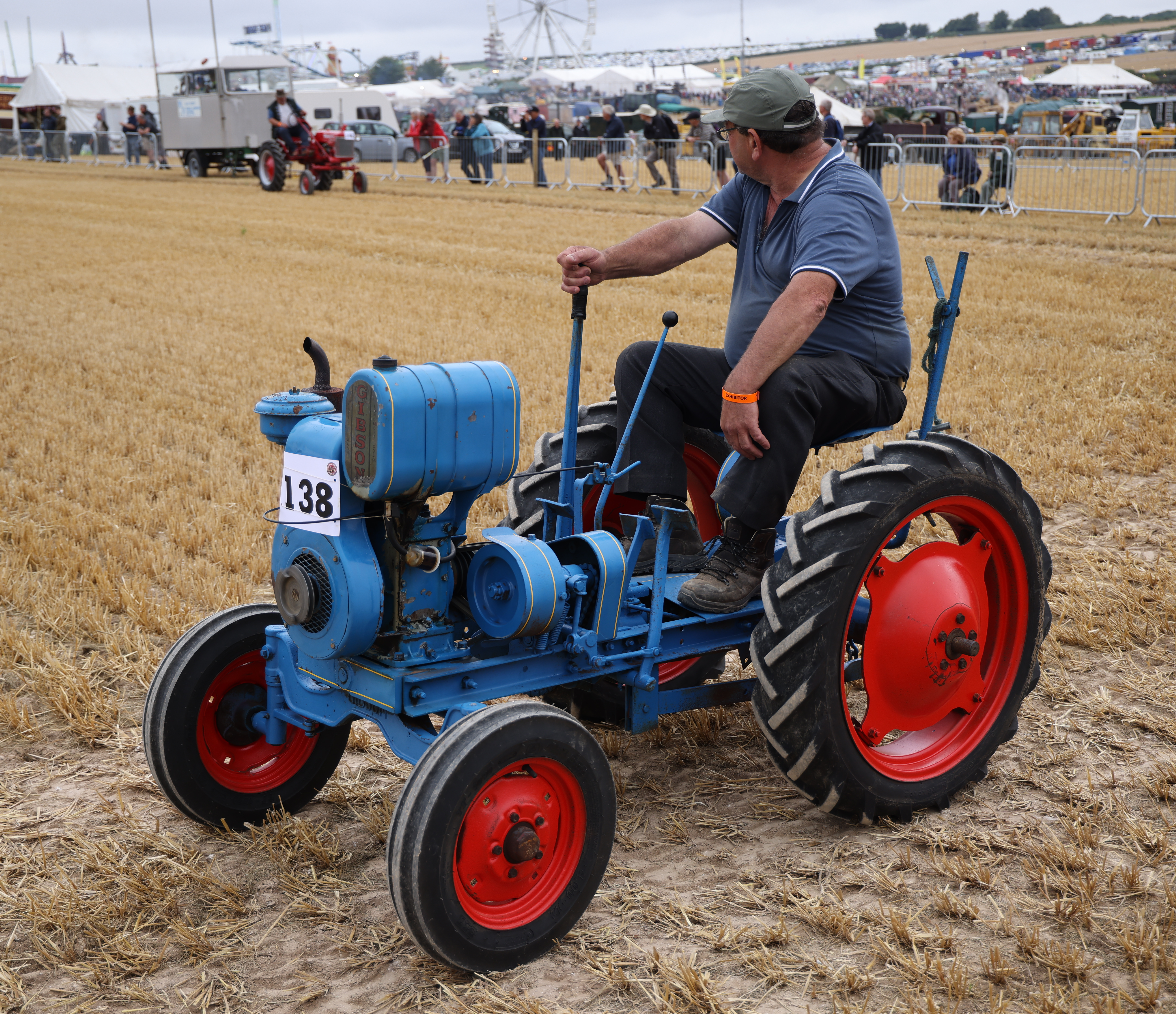
Gibson-Traktor (2022)

Die Gibson Manufacturing Corporation war ein US-amerikanisches Maschinenbauunternehmen. Zwischen 1946 und 1952 wurden circa 50.000 bis 60.000 Gibson-Traktoren im Leistungsbereich zwischen 6 PS und 40 PS verkauft.

## Geschichte
Die Gibson Manufacturing Corporation aus Longmont (Colorado) wurde im März 1946 von Wilber Gibson gegründet. Dessen Vater Harry Gibson baute in seinem Unternehmen in Seattle (Washington) Triebwagen und hatte bereits dort begonnen, sich für den Traktorbau zu interessieren. Die Produktion wurde in Longmont begonnen, da dies zu diesem Zeitpunkt eine kleine landwirtschaftlich geprägte Gemeinde war, mit wenig oder gar keiner Industrie, so dass nicht mit gewerkschaftlich organisierten Arbeitern zu rechnen war. Ganz im Gegenteil waren Bevölkerung und Kommunalpolitik froh, dass ein Unternehmer Millionen von Dollar investierte und Hunderten die Chance auf einen Arbeitsplatz bot. 
Neben Traktoren wurden auch Gabelstapler produziert, welche hauptsächlich von der Regierung zur Nutzung in der Marine gekauft wurden. 1952 wurde das Unternehmen an die Helene Curtis Industries of Chicago in Illinois verkauft, welche den Traktorbau einstellte. Der Niedergang und das relativ schnelle Ende der Firma waren das Ergebnis mehrerer Faktoren. Der verschärfte Wettbewerb in Kombination mit der Tatsache, dass die zwei Betriebszweige Staplerproduktion und Traktorbau innerbetrieblich konkurrierten, waren wohl ausschlaggebend. Der Firmengründer Wilbur Gibson starb 1959 im Alter von 44 Jahren an einem Herzinfarkt.

## Produkte
Als erstes wurde das Modell A gebaut. Dieses war ein 6 PS starker Schlepper mit einem Eigengewicht von 397 kg. Angetrieben wurde er, ebenso wie die folgenden Modelle D, SD und Super D, von einem luftgekühlten Einzylinder-Motor. Wie alle kleinen Gibsons wurde er mit einem Hebel gelenkt, der rechts neben dem Sitz montiert war. Zum Fahren nach links musste er nach vorne gedrückt, zum Fahren nach rechts nach hinten gezogen werden. Diese Konstruktion wurde wohl gewählt aus Gründen der Einzigartigkeit, der Einfachheit und auch um die Produktionskosten zu senken. Alternativ wurden auch Versionen mit konventionellem Lenkrad angeboten.
Ab dem Modell D2 wurden Zweizylinder-Motoren eingebaut. Das Modell SD zeichnete sich durch eine Haube, einen Kühlergrill und durch Kotflügel aus. Es wog rund 500 Kilogramm.
Die größeren H- und I-Modelle hatten bis zu vierzig PS und wogen über zwei Tonnen. Sie wurden im Mai 1949 im Prüflabor der Nebraska College of Technical Agriculture getestet.